# Neguri Gane
Neguri Gane è un grattacielo di 148 metri situato a Benidorm in Spagna.
L'edificio, di 43 piani, è stato costruito dal 1998 al 2002. Quando fu completato era il più alto edificio di Benidorm, per poi essere superato dal Gran Hotel Bali. L'edificio è costruito seguendo la corrente architettonica brutalista. Prende il nome dal quartiere Neguri di Getxo, situato nei Paesi Baschi. È il 13º edificio più alto in Spagna.